# Hadsund Vandtårn
Hadsund Vandtårn, som ligger på adressen Vandværksvej 17 i Hadsund, blev bygget i 1896. Vandværket stillede i 1921 en grund til rådighed til et sprøjtehus ved vandtårnet.
I dag er hverken vandtårnet eller sprøjtehuset i brug til deres oprindelige formål[kilde mangler].

## Hadsund Vandværks historie
Udspillet til et vandværk i Hadsund kom fra Hadsund Håndværkerforening. En gruppe medlemmer af foreningen lavede det forberedende arbejde, og de havde tegnet de første 31 interessenter, indkaldte de den 19. marts 1896 til en skiftende generalforsamling.
Den første bestyrelse kom til at bestå af 5 personer, Jens Madsen blev foreningens første formand, den første opgave blev at skaffe et lån på 9.000 kr.
Værket blev fremstillet af entreprenør og fabrikant Buass i Aalborg; og i løbet af sommeren 1896 blev vandtårnet bygget. Man undgik dog ikke problemer. Beholderen var utæt, og det var nødvendigt at mure en sten på højkant indvendigt i beholderen.